# Trina Michaels
Trina Michaels, pseudonimo di Kathryn Ann Wallace (San Francisco, 13 gennaio 1982), è un'ex attrice pornografica e regista statunitense.

## Carriera
Cresciuta nel Nord Carolina, è entrata nell'industria pornografica a 21 anni quando ha girato la sua prima scena nel maggio 2004.
Prima di iniziare la sua attività nel cinema per adulti è stata sposata. Nel 2008 ha rinnovato il suo matrimonio all'AVN Adult Entertainment Expo.
Secondo il sito IAFD la sua carriera di attrice si è svolta negli anni dal 2004 al 2016. Ha anche diretto un film girato nel 2007. È accreditata come regista anche in un film del 2010 però non originale e costituito da un insieme di scene girate precedentemente.

## Riconoscimenti
- 2006 AVN Award nominata – Best New Starlet
- 2006 AVN Award nominata – Best Threeway Sex Scene (Sex Fiends 2 – assieme a Steve Holmes e John Strong)[10]
- 2007 AVN Award nominee – Best Anal Sex Scene in un Film (FUCK – assieme a Sean Michaels e Mr. Marcus)[11]
- 2007 AVN Award nominee – Best Group Sex Scene in un Film (FUCK – assieme a Sean Michaels e Mr. Marcus)[11]

## Filmografia

### Attrice
- 2 Hot To Handle 1 (2004)
- About Face 1 (2004)
- Anal Latex Whores 2 (2004)
- Ass Deep 2 (2004)
- Ass Fucked 1 (2004)
- Ass Junkies 2 (2004)
- Asseaters Unanimous 6 (2004)
- Assed Out 2 (2004)
- Attention Whores 1 (2004)
- Attention Whores 2 (2004)
- Big Tit Paradise 3 (2004)
- Black Up That White Ass 3 (2004)
- Blazing Titties (2004)
- Born For Porn (2004)
- Bros and Blondes 1 (2004)
- Built for Sex 1 (2004)
- Busty Beauties 13 (2004)
- Butt Busters 1 (2004)
- Cherry Bustin' 2 (2004)
- College Invasion 6 (2004)
- Double Decker Sandwich 5 (2004)
- Down the Hatch 13 (2004)
- Dviant Angels (2004)
- Filthy Things 4 (2004)
- Gangland 50 (2004)
- Good Source Of Iron 3 (2004)
- Hand Job Hunnies 7 (2004)
- Hi-teen Club 10 (2004)
- Inside Job 1 (2004)
- Intensitivity 4 (2004)
- Itty Bitty Titty Cheerleaders vs. The Big Boob Squad 3 (2004)
- Jenna's Juicy (2004)
- JKP Hardcore 4 (2004)
- Juggernauts 2 (2004)
- Juggies 2 (2004)
- Latex Housewives (2004)
- Madam Curtis (2004)
- Manhammer 3 (2004)
- Miss JKP 2005 (2004)
- Muff 1 (2004)
- News Girl (2004)
- Oral Hygiene 6 (2004)
- Passion Of The Ass 3 (2004)
- Pole Position 2 (2004)
- Pussy Party 5 (2004)
- Pussyman's Spectacular Butt Babes 7 (2004)
- Seed of Seymore (2004)
- Strap-On Deputies (2004)
- Superwhores 3 (2004)
- Tailgate (2004)
- Tight Wet Panties (2004)
- Tits Ahoy 1 (2004)
- Top Notch Anal Bitches (2004)
- Tough Love 3 (2004)
- Twat Squad (2004)
- Two Chicks And A Cock (2004)
- Un-natural Sex 13 (2004)
- Welcome to the Valley 4 (2004)
- White Chicks Gettin' Black Balled 6 (2004)
- White Sluts Black Nuts 3 (2004)
- Xvision 1 (2004)
- Xvizion 2 (2004)
- XXX Platinum Blondes 3 (2004)
- 2 in the Can (2005)
- 20 Pages and Hot Chicks (2005)
- Amazing DP's (2005)
- American Cream Pie 2 (2005)
- Anal Cherry Busters (2005)
- Anal Expedition 6 (2005)
- Anal Overflow (2005)
- Anal Retentive 6 (2005)
- Anal Twins (2005)
- Ass Fanatics 2 (2005)
- Ass Feast 2 (2005)
- Ass Splitting DPs (2005)
- Asstronomical (2005)
- Babes Illustrated 15 (2005)
- Back 2 Black (2005)
- Backwash Babes (2005)
- Bad Ass Brunette Teens (2005)
- Bang It (2005)
- Bangin It Out 2 (2005)
- Beach Patrol (2005)
- Big and Bouncy 1 (2005)
- Big Mouthfuls 8 (2005)
- Big Sausage Pizza 5 (2005)
- Big Tit Anal Whores 1 (2005)
- Big Tits Tight Slits (2005)
- Big Tits Tight Slits 2 (2005)
- Big Titty White Girls 1 (2005)
- Black Dick For The White Chick 1 (2005)
- Black Dick in Me POV 2 (2005)
- Black in the Blondes 3 (2005)
- Black in the Crack Black in the Back 1 (2005)
- Bootylicious 44: Slaves For The Black Man (2005)
- Bridgette Kerkove's Anal Angels 2 (2005)
- Butt Buffet 1 (2005)
- Buttfucked by a Black Man (2005)
- Caged Sluts (2005)
- California Hot Oil Wrestling 2 (2005)
- Centerfold Secrets (2005)
- Cheerleaders Crave Black Cock Too (2005)
- Chocolate Creampies 1 (2005)
- Circus (2005)
- College Invasion 7 (2005)
- Cream Filled 1 (2005)
- Cream Pie Girls 2 (2005)
- Cum Catchers 3 (2005)
- Cum to Drink of It (2005)
- Desperate Housewhores (2005)
- Desperately Horny Housewives (2005)
- Directors Cut DP's 2 (2005)
- Dirrty 4 (2005)
- Double D DP Party (2005)
- Double D POV 1 (2005)
- Double D's for Me (2005)
- Erotic Cabaret 2: Fire Down Below (2005)
- Essential Cheyenne Silver (2005)
- Everybody Blows Raymond (2005)
- Face Blasters 3 (2005)
- Fanta-Sin (2005)
- Feeding Frenzy 7 (2005)
- Fill Me In 1 (2005)
- Flawless 4 (2005)
- Full Service 2 (2005)
- Gag on This 1 (2005)
- Gangbang Squad 2 (2005)
- Giants Black Meat White Treat 1 (2005)
- Girls Hunting Girls 3 (2005)
- Gobble the Goop 2 (2005)
- Grudge Fuck 3 (2005)
- Hooker Chic (2005)
- I Just Got Gang Banged (2005)
- In Da White Booty (2005)
- Internally Yours 5 (2005)
- Interracial POV 3 (2005)
- Jack's Playground 19 (2005)
- Jam It All the Way Up My Ass 1 (2005)
- Jungle Love 4: In the Mix (2005)
- Just Popped In (2005)
- Knockin Nurses 5 (2005)
- Liquid Gold 10 (2005)
- Liquid Gold 11 (2005)
- Little Cumster In The Dumpster (2005)
- Love and Sex 2 (2005)
- Mandingo's Pretty Girls (2005)
- Milk My Cock 1 (2005)
- Mother Fuckers 1 (2005)
- Mouth 2 Mouth 1 (2005)
- Mythology (2005)
- Nerdz (2005)
- Nikki's Choice (2005)
- No Holes Left Unfilled 1 (2005)
- No Man's Land 40 (2005)
- Nut Busters 6 (2005)
- Oops I Swallowed 1 (2005)
- Oral Antics 2 (2005)
- Oral Consumption 7 (2005)
- Pirates (2005)
- Playing with Trina Michaels 1 (2005)
- Pussyman's Blow Bang 1 (2005)
- Pussyman's Decadent Divas 26 (2005)
- Rack 'em Up 2 (2005)
- Reel Girlfriends (2005)
- Schwantzanator (2005)
- Scorpio Rising (2005)
- Sex Fiends 2 (2005)
- Sierra Has a Negro Problem (2005)
- Silverback Attack 1 (2005)
- Sloppy Ho's (2005)
- Sperm Swappers 2 (2005)
- Spiked (2005)
- Spunk'd (2005)
- Stalker (2005)
- Stormy Daniels' Private Eyes (2005)
- Street Walkers 3 (2005)
- Stripped, Spread, Stretched 1 (2005)
- Tarot (2005)
- Taste Her Ass 2 (2005)
- Taste Her O-Ring (2005)
- Team Player (2005)
- Tear Jerkers 1 (2005)
- Tearing It Up 1 (2005)
- Tease Me Then Please Me 2 (2005)
- True Porn Fiction (2005)
- Un-natural Sex 14 (2005)
- Vaginal Neglect 2 (2005)
- Valley Vixens (2005)
- Voluptuous 6 (2005)
- Watch Me Cum 1 (2005)
- Wet Detailed and Nailed (2005)
- White Trash Whore 31 (2005)
- Wonderland (2005)
- 3-Way Freeway 3 (2006)
- Addicted 1 (II) (2006)
- All Ditz and Jumbo Tits 1 (2006)
- All Ditz and Jumbo Tits 2 (2006)
- All Star Big Boobs (2006)
- Anal Biker Bitches (2006)
- Anal Excursions 5 (2006)
- Analholics (2006)
- Ass For Days 1 (2006)
- Ass Fun 1 (2006)
- Ass Jumpers 2 (2006)
- Assfensive 6 (2006)
- Ass-Jacked 1 (2006)
- Avenue X (2006)
- Big Tit Ass Stretchers 2 (2006)
- Big Titty Christmas (2006)
- Big Titty Woman 2 (2006)
- Bitch and Moan 1 (2006)
- Black and White in Color (2006)
- Black Invasion (2006)
- Black Label 41: God's Will (2006)
- Blonde Ambition 1 (2006)
- Blonde Dumb and Full of Cum (2006)
- Blondes Starved for Black Meat 1 (2006)
- Blow Me 4 (2006)
- Blow Pop 3 (2006)
- Booblastic (2006)
- Butt Licking Anal Whores 2 (2006)
- Can You Hear Me Cumming (2006)
- Climaxxx TV 2 (2006)
- Conexao Internacional (2006)
- Creamy Delights (2006)
- Crow in the Snow 2 (2006)
- Cuckold Fantasies 4 (2006)
- Cum Coat My Throat 1 (2006)
- Cum Drinkers 1 (2006)
- Cum Rain Cum Shine 2 (2006)
- Disturbed 4 (2006)
- Double D Babes 1 (2006)
- Double Fuck (2006)
- Double Fucked 1 (II) (2006)
- Double Impact 4 (2006)
- Eat My Black Meat 2 (2006)
- Eric Hunter's Hunted 3 (2006)
- Exposed 2 (2006)
- Filthy Things 7 (2006)
- Fuck (2006)
- Gag Order (2006)
- Girl Pirates 1 (2006)
- Great Big Asses 3 (2006)
- Great Big Tits 1 (2006)
- Hand to Mouth 4 (2006)
- Happy Endings (2006)
- Hellfire Sex 8 (2006)
- Hi Daddy (2006)
- I Got 5 on It 1 (2006)
- I Like Cum 2 (2006)
- I Love Black Dick 2 (2006)
- Innocent Desires 1 (2006)
- Innocent Desires 4 (2006)
- L.A. Vice (2006)
- Lexington Loves Vanessa Blue (2006)
- Lickable Lovable Fuckable Tits (2006)
- Liquid Diet 1 (2006)
- Luscious Lady Lumps (2006)
- Many Shades of Mayhem 3 (2006)
- Meat Holes 7 (2006)
- Midnight Prowl 9 (2006)
- Mind Blowers 2 (2006)
- Mind Blowers 5 (2006)
- More Than A Handful 15 (2006)
- Mouthful of Ass (2006)
- My Hot Wife Is Fucking Blackzilla 2 (2006)
- My Wife's Friends 1 (2006)
- Nasty Hardcore Fucking (2006)
- Natural Born Big Titties 1 (2006)
- No Holes Barred (2006)
- No Swallowing Allowed 8 (2006)
- Nuts 4 Big Butts 1 (2006)
- Only Handjobs 4 (2006)
- Oral Support (2006)
- Over Stuffed 1 (2006)
- Pool Party (2006)
- Porn Of The Dead (2006)
- POV Cocksuckers 1 (2006)
- Ravenous (2006)
- Rub My Muff 10 (2006)
- Rub My Muff 6 (2006)
- Sex Objects (2006)
- She Got Ass 12 (2006)
- Slumber Party 20 (2006)
- Slut Machines 2 (2006)
- Small Sluts Nice Butts 5 (2006)
- Sophia Revealed (2006)
- Swallowing Anal Whores 1 (2006)
- Talk Dirty to Me (2006)
- Tee Reel's Real Interracial (2006)
- Teen Innocence 2 (2006)
- Titty Babies (2006)
- Top Heavy Anal Club (2006)
- Tunnel Vision 1 (2006)
- Up My Ass 1 (2006)
- Vamp (2006)
- Vicious Girls Gone Anal (2006)
- White Chocolate 2 (2006)
- Whoregasm (2006)
- Wild Fuck Toys 4 (2006)
- Wild Things on the Run 3 (2006)
- 69 Flava's 3 (2007)
- Adventures of Shorty Mac 4 (2007)
- All American Nymphos 1 (2007)
- All Tapped Out 3 (2007)
- Alone in the Dark 4 (2007)
- Ass Invaders 1 (2007)
- Asseaters Unanimous 14 (2007)
- BJ's In Hot PJ's (2007)
- Blackmaled 1 (2007)
- Blackzilla Is Splittin' That Shitter (2007)
- Blonde Confessions (2007)
- Blow Me 12 (2007)
- Bring Your A Game 3 (2007)
- Busty Beauties 24 (2007)
- Chin Knockers 1 (2007)
- Chocolate Dipped Vanilla Whores (2007)
- Crazy Big Tits 1 (2007)
- Curvy Pervy Girls (2007)
- Dick Hunters (2007)
- Dirty Dozen (2007)
- Drink From the Stink (2007)
- Extreme Penetrations 8 (2007)
- Flawless 8 (2007)
- FlowerTucci.com 1 (2007)
- Friendly Fire (2007)
- Girl in 6C (2007)
- Good Girl Bad Girl (2007)
- Good Whores Take It in the Ass 3 (2007)
- Hotter Than Hell 1 (2007)
- I Love MILFs (2007)
- Jenna 9.5 (2007)
- L.A. Tits (2007)
- Latin Mayhem (2007)
- Lex On Blondes 2 (2007)
- Lord of Asses 8 (2007)
- Lu's Kuntrol (2007)
- Master of Perversion (2007)
- Me Myself and I 1 (2007)
- My First Sex Teacher 11 (2007)
- Natural Born Big Titties 3 (2007)
- Perfect Creatures (2007)
- Pink Paradise 2 (2007)
- Playing with Mrs. Claus (2007)
- Playing with Trina Michaels 2 (2007)
- POV Suckoffs 3 (2007)
- Predator 1 (2007)
- Pussy Party 22 (2007)
- Pussyman's Foot Festival 2 (2007)
- Rack 'em Up 2 (2007)
- Shorty's Outtakes (2007)
- Small Sluts Nice Butts 10 (2007)
- Sorority Ass Jammers 2 (2007)
- Starlet Hardcore 1 (2007)
- Sub-urban Sex (2007)
- Super Shots: Ass Fuckers 3 (2007)
- Swallow My Squirt 6 (2007)
- Tea-bags And Tossed Salads (2007)
- Upload (2007)
- Violation of Trina Michaels (2007)
- White Chicks Licking Black Crack 4 (2007)
- World Cups (2007)
- X Cuts: Drilled 3 (2007)
- 2 Big 2 Be True 11 (2008)
- Absolute Ass 6 (2008)
- Anally Yours... Love, Adrianna Nicole (2008)
- Ass Munchers 4 (2008)
- Backdoor Review (2008)
- Best of Tory Lane (2008)
- Big Ass Fixation 3 (2008)
- Big Tits Boss 3 (2008)
- Big Titty MILFs 9 (2008)
- Bitch 4 (2008)
- Black Cock Face Fuckers (2008)
- Bound 2 (2008)
- Brandon Iron's 287 Pop Shots (2008)
- Busty Beauties: Breast Meat (2008)
- Busty Beauties: Savanah Loves a Pearl Necklace (2008)
- Calipornication (2008)
- Cuntourage (2008)
- Dirty POP 2 (2008)
- Domination (2008)
- DP Me Baby 4 (2008)
- Ear Cum (2008)
- Everybody Loves Big Boobies 4 (2008)
- Face Invaders 3 (2008)
- Fantasy Handjobs 1 (2008)
- Fuck Machines 2 (2008)
- How Filthy Are You? 2 (2008)
- Huge (2008)
- I Love Big Toys 15 (2008)
- Icon (2008)
- In Thru the Backdoor 2 (2008)
- Interracial Frenzy 2 (2008)
- It's a Big Black Thing 1 (2008)
- Jack's Giant Juggs 1 (2008)
- Keep It Right There 2 (2008)
- Latex Sex (2008)
- Little Red Rides The Hood 4 (2008)
- MILF Hunter 5 (2008)
- Monster Tits 1 (2008)
- More Cushion For The Pushin 3 (2008)
- My Wife's 1st Monster Cock 12 (2008)
- Naughty Niches 4 (2008)
- Naughty Office 1941 (2008)
- Nut Busters 10 (2008)
- Palin Erection 2008 (2008)
- Pirates of the Sex Sea (2008)
- Porn Valley PTA (2008)
- Pornstar Punchout (2008)
- POV Cocksuckers 8 (2008)
- Pussy Party 24 (2008)
- Rack It Up 2 (2008)
- Snow White Loves Black Pole 1 (2008)
- Sodom 4 (2008)
- Spit Swappers 1 (2008)
- Super Sluts 2 (2008)
- Taking Memphis (2008)
- Teen Assholes (2008)
- Ultimate Porndolls (2008)
- Unlocked 2 (2008)
- Very Creamy Christmas 1 (2008)
- White Girl Got Ass (2008)
- Young and Juicy Big Tits 4 (2008)
- Arschfotzen (2009)
- ATM City 5 (2009)
- Big Ass White Girls 2 (2009)
- Big Butts Like It Big 4 (2009)
- Big Tit Brotha Lovers 16 (2009)
- Black Rayne (2009)
- Blowbang Sexxxperience (2009)
- Bodacious Tits 2 (2009)
- Bossy MILFs 2 (2009)
- Chocoholic MILFs (2009)
- Club Jenna: The Anal Years (2009)
- Club Katja (2009)
- DP Me Please (2009)
- Everything Butt 6668 (2009)
- Everything Butt 7240 (2009)
- Fuck My White Ass 5 (2009)
- Head Case 5 (2009)
- I'm Dreaming Of Genie 1 (2009)
- Jim Powers: Master of Perversion 3 (2009)
- Justice for Raw (2009)
- King of Coochie 4 (2009)
- Lex Steele XXX 11 (2009)
- Lingerie Sluts 2 (2009)
- Masturbation Nation 3 (2009)
- MILF Madness 2 (2009)
- Mom's Black Cock Anal Nightmare 2 (2009)
- Oil Spills 1 (2009)
- Orgy Sex Parties 7 (2009)
- POV Blowjobs 2 (2009)
- Punished by Mommy 3 (2009)
- Reinvented (2009)
- She's Got Big Boobs 3 (2009)
- Sunny's B/G Adventure (2009)
- There Will Be Cum 7 (2009)
- Tunnel Butts 2 (2009)
- Violate Me (2009)
- Woman's Touch 1 (2009)
- Young and Juicy Big Tits 8 (2009)
- Best Of Cuckold Fantasies POV 2 (2010)
- Big White Tits and Large Black Dicks 1 (2010)
- Blown Away 3 (2010)
- Busty Bartenders (2010)
- Department S 3 (2010)
- Device Bondage 8229 (2010)
- Device Bondage 8230 (2010)
- Device Bondage 8231 (2010)
- Everything Butt 10382 (2010)
- Gangbang Squad 17 (2010)
- Hardtied 44 (2010)
- Hardtied 59 (2010)
- Hell's Kittens (2010)
- Infernal Restraints 56 (2010)
- Interracial Blow Bang 1 (2010)
- John E. Depth Is a Pain in the Ass (2010)
- Lex On Blondes 7 (2010)
- Masturbation Nation 9 (2010)
- Meat Your Teacher (2010)
- MILF Lessons 25 (2010)
- MILFs In Orgies (2010)
- Pussy Vs. Pussy (2010)
- Real Time Bondage 22 (2010)
- Seven Deadly Sins (2010)
- Sex and Submission 11083 (2010)
- Super Suckers (2010)
- True Interracial Whores: Ruth Blackwell and Friends (2010)
- Tug Jobs 18 (2010)
- Vice City Porn 2 (2010)
- Who's That Whore 1 (2010)
- Who's Your Momma 3 (2010)
- Big Bodacious Tatas 3 (2011)
- Bondage Girl-A-Go-Go (2011)
- Device Bondage 13875 (2011)
- Device Bondage 14623 (2011)
- Device Bondage 14624 (2011)
- Device Bondage 14625 (2011)
- Device Bondage 14626 (2011)
- Diesel Dongs 17 (2011)
- Enormous Titties (2011)
- Everything Butt 13169 (2011)
- Everything Butt: Extreme Anal Domination (2011)
- Gangbang Junkies (2011)
- Gangbang Junkies 3 (2011)
- Housewife 1 on 1 21 (2011)
- I Suck (2011)
- Lex Steele XXX 14 (2011)
- Lexington Loves Trina Michaels (2011)
- No One Makes A Monkey Out Of Me No One (2011)
- Pretty Tied Up (2011)
- Real Time Bondage 34 (2011)
- Real Time Bondage 35 (2011)
- Real Time Bondage 36 (2011)
- She Craves Cock (2011)
- Solo Sweethearts 1 (2011)
- Titterific 15 (2011)
- Two A Days (2011)
- Vivid's 102 Cum Shots (2011)
- White Kong Dong 9: Bangin' Your Mom (2011)
- Women at Work 1 (2011)
- 16 Sluts For 1 Cock: POV Cum Swapping Extravaganza (2012)
- Big Butts Like It Big 9 (2012)
- Big Tit Fixation 4 (2012)
- Big Tits in Sports 9 (2012)
- Big Tits in Uniform 8 (2012)
- Breast Obsessed (2012)
- Choke On My Cock (2012)
- Dude, I Banged Your Mother 6 (2012)
- Filthy Interracial (2012)
- Fuck Me Black 2 (2012)
- Hammered Asses (2012)
- Hiney Holes (2012)
- Lisa Ann: Big Tit MILFs Crave Black Cock (2012)
- My New Black Stepbrother (2012)
- Nursing Angels (2012)
- Oops I Milfed Again (2012)
- Paranormal Cracktivity: Haunted MILFs (2012)
- Pool Party at Seymore's 3: The Sext Generation (2012)
- Pornstar Dropouts 2 (2012)
- Rim Jobbers (2012)
- Wheel of Debauchery 10 (2012)
- Wheel of Debauchery 12 (2012)
- Your Mom Sucked Me Dry (2012)
- 3's Not a Crowd (2013)
- Addicted To Ass (2013)
- Breast Obsessed (2013)
- Ethnic Diversity (2013)
- Horny Professionals (2013)
- Interracial Lovin' (2013)
- Lifestyles Of The Cuckolded (2013)
- Mom's Black Anal Massacre (2013)
- Mounds Of Joy 7 (2013)
- Party Like A Porn Star (2013)
- Playing With Herself (2013)
- Rim Job Nation 3 (2013)
- Trina Michaels: Cock Star (2013)
- White Kong Dong Vs Black Kong Dong 3 (2013)
- World Of Sexual Variations 5 (2013)
- All Star Celebrity XXX: Trina Michaels (2014)
- Ass Play (2014)
- Big Tit Cuties 2 (2014)
- Crazy For Boobs (2014)
- Dark Side of Town (2014)
- Ebony and Ivory 2 (2014)
- Hogtied 4 (2014)
- Holy Shit Those Are Big Tits 2 (2014)
- I Love My Huge Dildo (2014)
- Just Pink (2014)
- More the Merrier (2014)
- Praise the Brotha (2014)
- Pushy in the Tushy (2014)
- Suck Out The Cum From My Cock 4 (2014)
- Titastic (2014)
- Working OverTime Whores (2014)

### Regista
- Dick Hunters (2007)
- Who's Your Momma 3 (2010)